# Atrakwaye
Atrakwaye /možda 'at the place of the sun', or south,/ palisadama zaštićen  'grad'  Akhrakouaeronon Indijanaca, jednog od plemena Susquehanna, koji se 1608. godine nalazio na istočnoj strani rijeke Susquehanne u okrugu Northumberland, Pennsylvania. Ovaj grad mogao bi biti identičan s gradom Quadroque na Smithovoj karti. Jezuitski izvještaji iz 1651./'52. govore kako ga je tijekom zime 1652. napalo i zauzelo 1,000 irokeških ratnika, koji su uz gubitak od 130 ljudi odveli sa sobom između 500 i 600 Akhrakouaeronona, pogalvito muškaraca. 

## Vanjske poveznice
- A- Pennsylvania Indian Villages, Towns and Settlements